# 1729 w muzyce
Wydarzenia muzyczne w 1729 roku.

## Dzieła
- Jean-Joseph Mouret – Deux suites de Symphonies
- Antonio Vivaldi – Les concerts pour guitarre et orchestre en re mineur et ut majeur (Amsterdam 1729)
- Jan Dismas Zelenka – Missa Divi Xaverii
- Jan Dismas Zelenka – Confitebor tibi Domine w c
- Jan Dismas Zelenka – Laudate pueri w D
- Jan Dismas Zelenka – Deus tuorum militum w C
- Jan Dismas Zelenka – Jesu corona virginum w d
- Jan Dismas Zelenka – Iste confessor w a
- Jan Dismas Zelenka – Veni Creator Spritus w C
- Jan Dismas Zelenka – Alma Redemptoris Mater w a
- Jan Dismas Zelenka – Regina coeli w A
- Jan Dismas Zelenka – Litaniae de Venerabili Sacramento w D
- Jan Dismas Zelenka – Litaniae de Sancto Xaverio w F
- Jan Dismas Zelenka – Capriccio w G

## Dzieła operowe
- Johann Christoph Pepusch – Beggar’s  Opera

## Urodzili się
- 3 maja – Florian Leopold Gassmann, czeski kompozytor (zm. 1774)
- 1 października – Anton Cajetan Adlgasser, austriacki kompozytor i organista (zm. 1777)
- 16 października – Pierre van Maldere, belgijski kompozytor i skrzypek (zm. 1768)
- 17 października – Pierre-Alexandre Monsigny, francuski kompozytor operowy (zm. 1817)
- 3 grudnia – Antonio Soler, hiszpański kompozytor (zm. 1783)

## Zmarli
- 27 czerwca – Élisabeth Jacquet de La Guerre, francuska klawesynistka i kompozytorka (ur. 1665)
- 16 lipca – Johann David Heinichen, niemiecki kompozytor barokowy i teoretyk muzyki (ur. 1683)